# Pampuška
Pampuška (ukrajinsky, mn. č. пампушки (pampušky), zdrobnělina od pampuch nebo pampucha) je menší slané nebo sladké pečivo tvaru koblihy typické pro ukrajinskou kuchyni.

## Etymologie
Ukrajinské slovo пампух pochází z polského pampuch (druh knedlíku nebo koblihy vařené v páře) a z německého Pfannkuchen („palačinka“), které podobně jako anglický název „pancake“ pochází ze slov pro pánev a koláč. Zdrobnělina pampuška se používá častěji než základní forma.

## Druhy
Pampušky se tvoří z kynutého těsta z pšeničné, žitné nebo pohankové mouky. Tradičně se pečou, ale mohou se také smažit. Slané pampušky nemají náplň. Obvykle se ochucují česnekovou omáčkou a často se podávají jako příloha k červenému boršči nebo jušce. Sladké pampušky můžeme plnit ovocem, lesními plody, ovocným kompotem, povidly nebo mákem a posypat moučkovým cukrem.

## Historie
Podle Williama Pokhlyobkina ukazuje technologie výroby pampušek na německou kuchyni; toto pečivo pravděpodobně vytvořili němečtí kolonisté na Ukrajině. Rozšířily se zde ve druhé polovině 19. století a později dosáhly „statusu“ ukrajinského tradičního pokrmu.

## V populární kultuře
Od roku 2008 se každoročně pořádají festivaly Pampuchů v době pravoslavných Vánoc (v lednu) ve Lvově. Během festivalu v roce 2012 byl vytvořen Guinnessův světový rekord ve složení největší světové mozaiky z koblih.

## Galerie

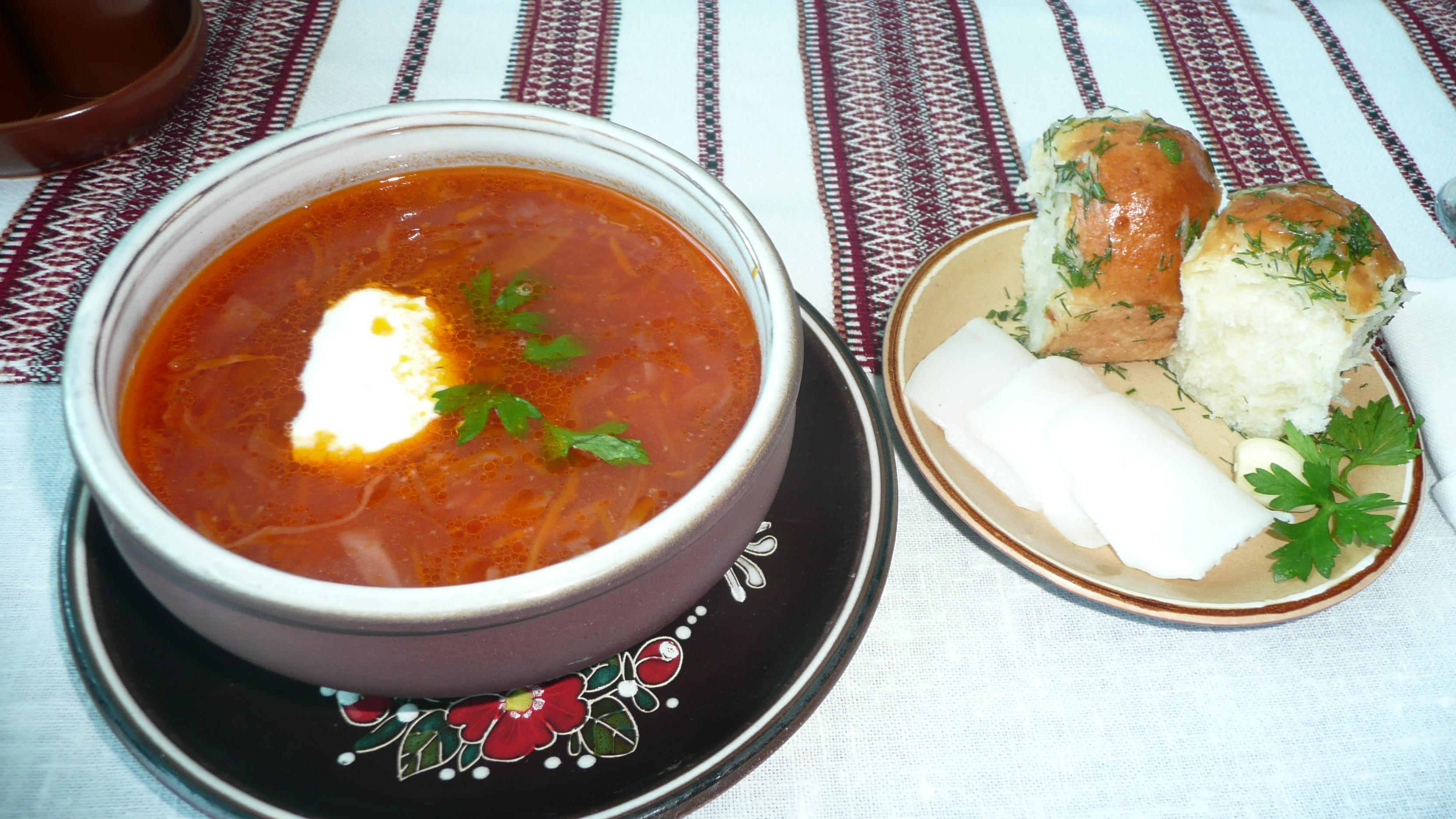
Miska boršče s česnekovými pampuškami a špekem
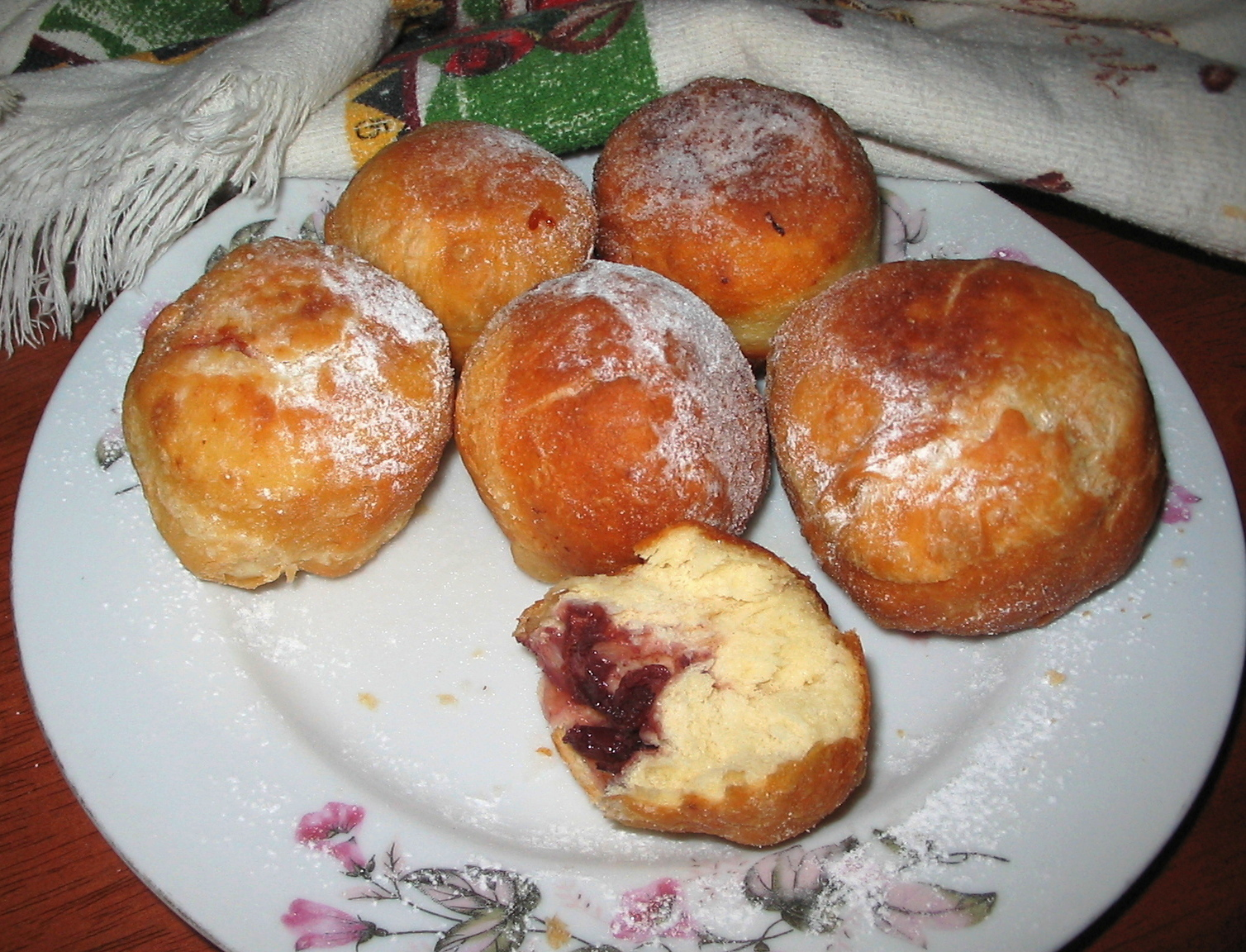
Pampušky s třešňovou náplní a polevou z moučkového cukru
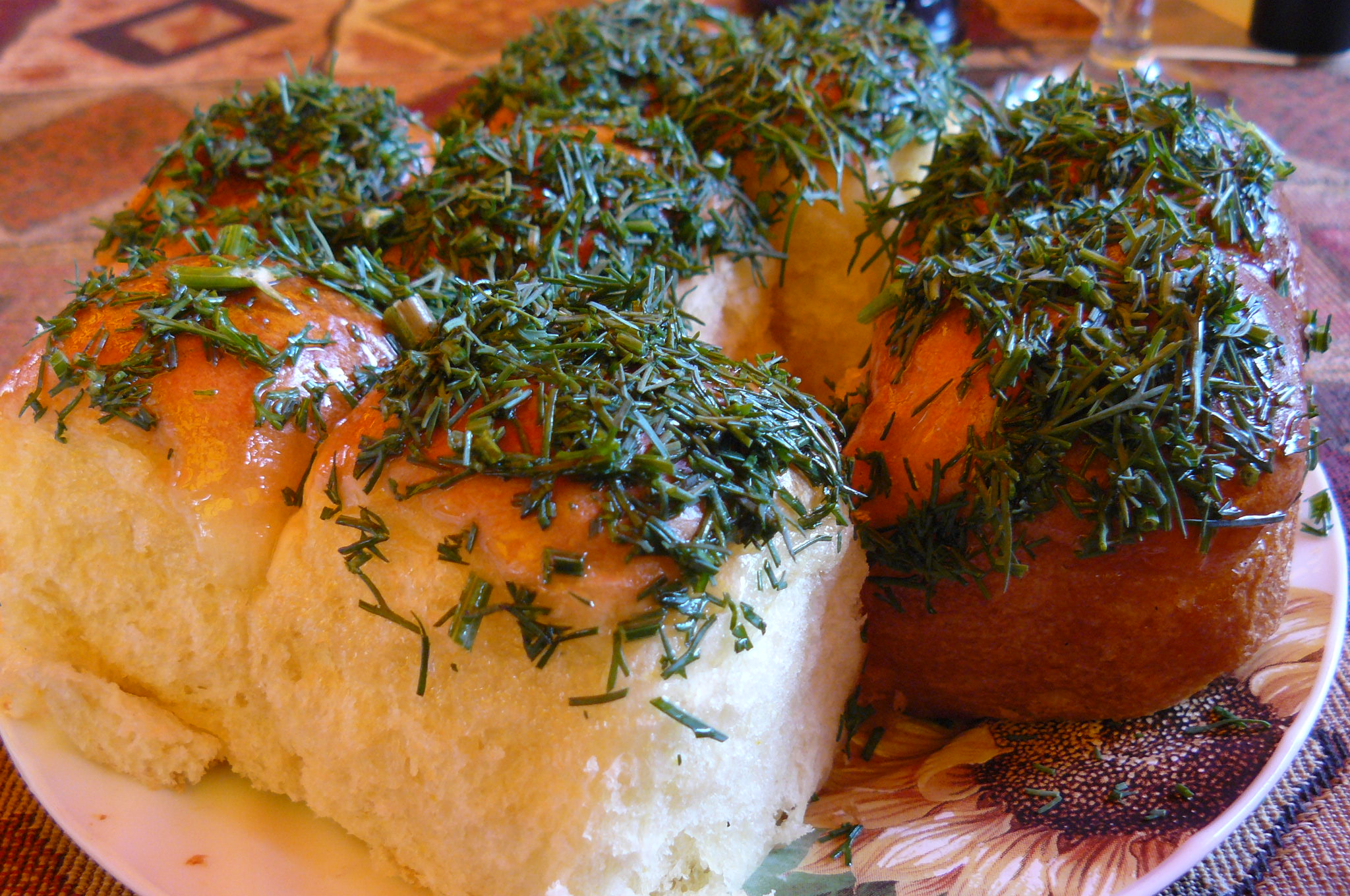
Doněcké papmuchy s bylinkami